# Oreogrammitis zeylanica
Oreogrammitis zeylanica är en stensöteväxtart som först beskrevs av Fée, och fick sitt nu gällande namn av Barbara S. Parris. Oreogrammitis zeylanica ingår i släktet Oreogrammitis och familjen Polypodiaceae. Inga underarter finns listade.